# Flughafen Marshallinseln

i7
i11
i13
Der Flughafen Marshallinseln (offiziell englisch Amata Kabua International Airport, früher Marshall Islands International Airport, IATA-Code: MAJ, ICAO-Code: PKMJ, FAA-LID: MAJ) ist der internationale Flughafen der Marshallinseln. Er wurde auf den Inseln Anenelibw und Lokojbar im Süden des Majuro-Atolls angelegt, unmittelbar westlich der Insel Rairok, und wird zu Rairok gerechnet. Angeflogen wird er von Air Marshall Islands im Inlandsverkehr, außerdem international von United Airlines sowie von Nauru Airlines.
Der im November 1972 eröffnete Flughafen wird von der Marshall Islands Port Authority betrieben. Seine mit Präzisions-Anflug-Gleitwinkelbefeuerung und Landebahnendbefeuerung ausgerüstete Start- und Landebahn hat eine Länge von 2412 Metern. Der 1975 erbaute einzige Terminal beinhaltet auf einer Fläche von etwa 700 m² eine Halle für ankommende und abfliegende Passagiere, Büros, Läden und ein Restaurant.

## Zwischenfälle
- Am 13. Januar 1946 stürzte eine Curtiss C-46D-15-CU Commando der United States Army Air Forces (USAAF) (Luftfahrzeugkennzeichen 44-78146) nach dem Start vom Flughafen Marshallinseln in den Pazifischen Ozean. Auf dem Flug wurden Schwimmsportler der US Army zu einer Meisterschaft transportiert. Von ihnen schwammen 17 bis zur Insel Majuro zurück. Von den 29 Insassen kamen 12 ums Leben, alle sechs Besatzungsmitglieder und 6 Passagiere.[7]

- Am 23. September 1946 stürzte eine Curtiss C-46/R5C-1 Commando des United States Marine Corps (USMC) (Bu 50715) nach dem Start vom Flughafen Marshallinseln 2,4 Kilometer südwestlich davon ins Meer. Alle 4 Insassen kamen ums Leben.[8]